# Alineateken
Het alineateken of de pilcrow (¶) is een symbool dat binnen een paragraaf een alinea aanduidt. In tekstverwerkers, zoals Microsoft Word, wordt het gebruikt als optioneel zichtbaar gemaakt nieuweregelteken. Als twee alinea's worden gescheiden door een blanco regel is een opeenvolging van twee nieuweregeltekens het scheidingsteken tussen alinea's.
De html-code is &#182; of &para; dit komt van het Engelse paragraph, dat alinea betekent. De code voor het alineateken in Unicode is U+00B6 (PILCROW SIGN). De alt-code is Alt + 0182 of Alt + 20.